# Elisha M. Pease

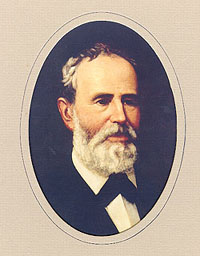
Elisha M. Pease

Elisha Marshall Pease (* 3. Januar 1812 in Enfield, Connecticut; † 26. August 1883 in Lampasas, Texas) war ein US-amerikanischer Jurist und Politiker. Er war der 5. und 14. Gouverneur des Bundesstaates Texas.
Pease wurde 1812 als Sohn von Lorrain Thompson und Sarah (geb. Marshall) Pease in Enfield geboren. Nach seinem Studium an der Westfield Academy in Massachusetts arbeitete er u. a. als Angestellter in einem Postbüro in Hartford. 1834 suchte er nach einer neuen Aufgabe im Westen. Anfang 1835 führte ihn sein Weg nach Texas, wo er sich niederließ und sein in Connecticut begonnenes Jurastudium weiterführte. Im selben Jahr wurde er Sekretär einer Kommission zur Verteidigung der Ansiedlung Mina. Kurze Zeit später, am 2. Oktober desselben Jahres, kämpfte er in der Schlacht von Gonzales, der ersten Schlacht des texanisch-mexikanischen Krieges. Danach arbeitete er als Sekretär in der provisorischen Regierung und als solcher schrieb er 1836 einen Teil der Konstitution der Republik Texas. Danach arbeitete er im Finanzministerium, vollendete sein Studium und wurde 1837 als Anwalt zugelassen.
1837 lehnte er das Angebot von Sam Houston ab, Leiter der Postdirektion zu werden. Er ließ sich in Brazoria als Anwalt nieder, wo er in kürzester Zeit Ansehen erlangte und erfolgreich wurde. Nach der Annexion von Texas durch die USA wurde er für die ersten drei Legislaturperioden Repräsentant des Brazoria County. Am 21. Dezember 1853 wurde er als Nachfolger von James Wilson Henderson Gouverneur von Texas und 1855 erneut für eine weitere Amtszeit gewählt. Er blieb im Amt bis zum 21. Dezember 1857. Sein Nachfolger wurde Hardin R. Runnels. Von August 1867 bis September 1869 wurde er nochmals Gouverneur von Texas als Nachfolger von James W. Throckmorton. Danach zog er sich aus der Politik zurück und eröffnete eine Anwaltspraxis in Austin, wo er ein ruhiges und zurückgezogenes Leben mit seiner Familie führte.
In seiner Amtszeit führte Pease u. a. das öffentliche Schulsystem in Texas ein sowie die staatliche Universität. Weiterhin sorgte er für den Bau des Austin State Hospital, einer Schule für Taube sowie einer Blindenschule.
Pease war seit 1850 mit Lucadia Christina, geb. Niles verheiratet. Aus der Ehe gingen zwei Töchter hervor.